# Heinrich Wilhelm Olbers

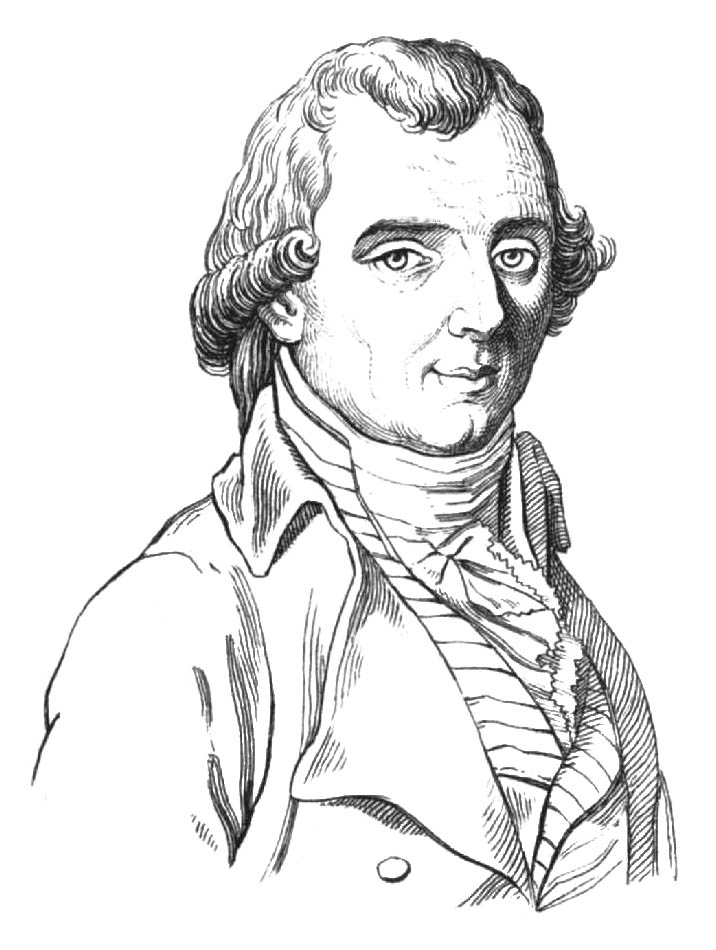
Heinrich Olbers

Heinrich Wilhelm Matthias Olbers (Arbergen (Hemelingen), bij Bremen), 11 oktober 1758 – Bremen, 2 maart 1840) was een Duits astronoom.
Olbers studeerde tussen 1777 en 1780 geneeskunde aan de universiteit van Göttingen en na een jaar ziekenhuistraining in Wenen, vestigde hij zich als arts in Bremen. Zijn echte passie lag echter bij de astronomie, en hij bouwde een privé-sterrenwacht. Nadat hij in 1820 om gezondheidsredenen zijn praktijk moest opgeven, kon hij zich volledig aan de astronomie wijden. Hoewel hij zich met meer deelonderwerpen bezighield, was het zoeken naar kometen zijn belangrijkste bezigheid.
Olbers' naam als astronoom werd gemaakt in 1797 toen (buiten zijn medeweten) een door hem ontwikkelde methode werd gepubliceerd om uit slechts 3 waarnemingen de baan van een komeet vast te stellen. Deze methode zou de gehele 19e eeuw in gebruik blijven.
Op 1 januari 1802, precies 1 jaar na de ontdekking door Giuseppe Piazzi, vond hij de planetoïde Ceres als eerste terug. Later dat jaar ontdekte hij zelf een tweede planetoïde, Pallas. Toen ook Juno ontdekt was, stelde hij vast dat alle drie in dezelfde regio van de hemel samenkwamen, wat hij gebruikte bij de ontdekking van Vesta in 1807, die desondanks tot 1845 de laatst ontdekte planetoïde bleef. Hiernaast was Olbers de ontdekker van zes kometen.
In 1820 beschreef hij de Paradox van Olbers, een logische redenering die aantoont dat het heelal niet oneindig groot kan zijn.
- Bibsys: 9057660
- Bibliothèque nationale de France: cb12656460x (data)
- Biografisch Portaal: 40974106
- CiNii: DA02826271
- Gemeinsame Normdatei: 11858975X
- International Standard Name Identifier: 0000 0000 8123 0545
- Library of Congress Control Number: n86814179
- Nationale Bibliotheek van Tsjechië: mzk2009510783
- Nationale bibliotheek van Australië: 36011411
- Nationale Bibliotheek van Israël: 987007272777405171
- Nationale Bibliotheek van Polen: a0000002994704
- Nederlandse Thesaurus van Auteursnamen: 073730505
- Réseau des bibliothèques de Suisse occidentale: 02-A003654268
- SNAC: w6058jp5
- Système universitaire de documentation: 028258967
- Trove: 1184662
- Virtual International Authority File: 44420543
- WorldCat: E39PBJth8mJtGxKDCjRTfJ7vHC